# Amata kindermanni
Amata kindermanni là một loài bướm đêm thuộc phân họ Arctiinae, họ Erebidae.